# Lac-au-Brochet
Ne doit pas être confondu avec Lac Brochet.
Pour les articles homonymes, voir Brochet (homonymie).
Lac-au-Brochet est un territoire non organisé situé dans la municipalité régionale de comté de La Haute-Côte-Nord, dans la région administrative de la Côte-Nord, au Québec, au Canada.

## Toponymie
Lac-au-Brochet tire son nom du lac au Brochet. Ce lac se trouve à environ 20 kilomètres au nord-est du réservoir Pipmuacan, un peu plus de 30 kilomètres au nord de Labrieville. Le lac a une superficie de près de 45 kilomètres carrés.
Le territoire obtient son nom actuel en 1986.

## Histoire
En 1989, Lac-au-Brochet est agrandi lorsqu'est dissoute la municipalité de cantons-unis des Sept-Cantons-Unis-du-Saguenay et que le territoire de cette dernière y est annexé.

## Géographie
La localité de Labrieville est situé approximativement au centre du territoire le long de la rivière Betsiamites. Nommé d'après Napoléon-Alexandre Labrie, évêque du diocèse de Golfe Saint-Laurent, elle a été établi dans les années 1950 comme un camp de travailleurs d'Hydro-Québec pendant la construction des centrales hydroélectriques Bersimis-1 et Bersimis-2. De nos jours, le lieu sert de point d'accès à la zec de Labrieville.

## Transports
La région est traversée par la route 385, un lien routier reliant Forestville à Labrieville. D'autres routes forestières mènent à différents lieux de villégiature.

## Démographie
Lors du recensement du Canada de 2011, ce territoire non organisé ne comptait aucun habitant permanent tout comme lors du recensement précédent. Cependant, on y retrouve plusieurs centaines de campements saisonniers.
| 1996 | 2001 | 2006 | 2011 | 2016 | 2021 |
| ---- | ---- | ---- | ---- | ---- | ---- |
| 0    | 0    | 0    | 0    | 5    | 0    |

## Attraits
Lac-au-Brochet est essentiellement un lieu de récréation et de préservation de l'environnement. Plusieurs zones d'exploitation contrôlée s'y trouvent :
- Zec Chauvin
- Zec Nordique
- Zec D'Iberville
- Zec de Forestville
- Zec de Labrieville